# Ohuus
Genre
Ohuus est un genre éteint de poissons osseux, datant du Miocène moyen. Ses restes fossiles ont été mis au jour au Japon.